# Lena Dürr
Lena Dürr (München, 4 augustus 1991) is een Duitse alpineskiester. De slalomspecialiste werd met de Duitse ploeg tweede tijdens de Olympische winterspelen van Peking in 2022. Individueel won ze zilver en brons in de eindstand van de wereldbeker slalom. Ze is de dochter van oud-alpineskiër Peter Dürr en de zus van alpineskiester Katharina Dürr.

## Carrière
Dürr maakte haar wereldbekerdebuut in februari 2008 in Zagreb. In december 2009 scoorde ze in Lienz haar eerste wereldbekerpunten, een maand later eindigde de Duitse in Maribor voor de eerste maal in haar carrière in de top tien van een wereldbekerwedstrijd. In Garmisch-Partenkirchen nam Dürr deel aan de wereldkampioenschappen alpineskiën 2011, op dit toernooi eindigde ze als achttiende op de reuzenslalom.
Op 29 januari 2013 boekte Dürr in Moskou haar eerste wereldbekerzege tijdens het city event. Precies tien jaar later won ze haar tweede wereldbekerwedstrijd, dit keer in Špindlerův Mlýn op de slalom. Hiernaast boekte ze veertien podiumplaatsen op de slalom, veelal achter Mikaela Shiffrin. Ook behaalde ze zes podiumplekken in de landenwedstrijd. In het eindklassement van de wereldbeker slalom werd ze in 2023/24 tweede en in 2021/22 derde. Tijdens de wereldkampioenschappen in 2023 won ze brons op de slalom.
Op de Olympische Spelen van Pyeongchang in 2018, werd ze met het landenteam in de kwartfinale uitgeschakeld door de latere kampioen Zwitserland. De stand was weliswaar 2-2 gelijk, maar de Zwitsers wonnen op tijd. Vier jaar later in Peking won Duitsland in diezelfde kwartfinale op tijd van Zwitserland en in de halve finale met 3-1 van de Verenigde Staten. Dürr versloeg Shiffrin in een rechtstreeks duel. De ploeg speelde in de finale gelijk tegen Oostenrijk, maar was vier honderdsten langzamer en kreeg daardoor het zilver.

## Resultaten

### Olympische Spelen
| Jaar | Plaats      | Resultaten                     |
| ---- | ----------- | ------------------------------ |
| 2018 | Pyeongchang | 5e Landenwedstrijd DNF1 Slalom |
| 2022 | Peking      | Landenwedstrijd · 4e Slalom    |

### Wereldkampioenschappen
| Jaar | Plaats                 | Resultaten                                                      |
| ---- | ---------------------- | --------------------------------------------------------------- |
| 2011 | Garmisch-Partenkirchen | 18e Reuzenslalom                                                |
| 2013 | Schladming             | 21e Slalom 30e Super G DNS2 Reuzenslalom                        |
| 2015 | Vail/Beaver Creek      | 13e Slalom                                                      |
| 2017 | Sankt Moritz           | 18e Slalom 26e Reuzenslalom 9e Landenwedstrijd                  |
| 2019 | Åre                    | 11e Slalom 4e Landenwedstrijd                                   |
| 2021 | Cortina d'Ampezzo      | 14e Slalom DNQ Parallel reuzenslalom                            |
| 2023 | Courchevel-Méribel     | Slalom · 6e Parallel reuzenslalom · 6e Landenwedstrijd          |
| 2025 | Saalbach               | 8e Slalom 9e Reuzenslalom 5e Landenwedstrijd 17e Teamcombinatie |

### Wereldbeker
Eindklasseringen
| Seizoen   | Algm | SL     | RS  | SG  | PAR | SC |
| --------- | ---- | ------ | --- | --- | --- | -- |
| 2009/2010 | 88e  | 49e    | 32e | -   |     | -  |
| 2010/2011 | 69e  | 44e    | 24e | -   | -   |    |
| 2011/2012 | 28e  | 12e    | 23e | -   | 32e |    |
| 2012/2013 | 24e  | 11e    | 34e | 33e | 10e |    |
| 2013/2014 | 90e  | 35e    | -   | -   | -   |    |
| 2014/2015 | 55e  | 21e    | -   | -   | -   |    |
| 2015/2016 | 62e  | 22e    | 43e | -   | -   |    |
| 2016/2017 | 42e  | 19e    | 42e | 49e | 18e |    |
| 2017/2018 | 51e  | 18e    | -   | -   | -   |    |
| 2018/2019 | 51e  | 16e    | -   | -   | -   |    |
| 2019/2020 | 50e  | 15e    | 35e | -   | 27e | -  |
| 2020/2021 | 27e  | 6e     | -   | -   | 22e |    |
| 2021/2022 | 17e  | Brons  | -   | -   | 7e  |    |
| 2022/2023 | 17e  | 4e     | -   | -   |     |    |
| 2023/2024 | 16e  | Zilver | 46e | -   |     |    |
| 2024/2025 | 13e  | 5e     | 25e | -   |     |    |

Wereldbekerzeges
| Datum           | Plaats          | Onderdeel  |
| --------------- | --------------- | ---------- |
| 29 januari 2013 | Moskou          | City Event |
| 29 januari 2023 | Špindlerův Mlýn | Slalom     |